# 山中輝世子
山中 輝世子（やまなか きよこ、1969年9月20日 - ）は日本のフィットネス選手、元ボディビルダーである。大阪府出身。身長157cm。血液型はO型。愛称はキヨピー。兄はプロレスラーの直井敏光。
1990年代からボディビルを始め、大阪大会・関西大会で2位となる実力者であったが、優勝はならなかった。
四肢のバランスが良く、筋肉の量よりもアウトラインの良さが評価されるタイプであることから、1998年にフィットネス競技に転向。2000年に「オールジャパンMsフィットネス選手権」に初優勝。2001年と2004年にも同選手権で優勝し、日本を代表する選手の一人となっている。2001年アジア・ミスフィットネス選手権１６０ｃｍ以下級優勝。
バレエをやっていたことから表現力が豊かで、身体が非常に柔らかいことからアクロバティックな動きを得意にしているが、器械体操などの経験はなく、30歳を前にして習得したものである。筋肉量に関してもボディビルをやっていた頃よりもむしろ上で、ボディビル選手のそれに勝るとも劣らない筋肉美を誇る。